# Manfred Ewald
Pour les articles homonymes, voir Ewald.
Manfred Ewald (né le 17 mai 1926 à Podjuchy (en), mort le 21 octobre 2002 à Damsdorf) est une personnalité du monde sportif de l'ex-Allemagne de l'Est.  

## Biographie
Ewald était le fils d'un tailleur, né à Podejuch, qui faisait alors partie de l'Allemagne mais se situe aujourd'hui en Pologne. Membre des Jeunesses hitlériennes, dont l’adhésion était obligatoire, il a fait ses études dans des écoles destinées à former les élites allemandes, est entré dans la fonction publique, a rejoint le parti nazi et, en 1944, a été enrôlé dans l'armée allemande, puis a été capturé par l'Armée rouge. Après la partition de l'Allemagne d'après-guerre, il rejoint le Parti socialiste et, en 1948, est nommé secrétaire du comité national des sports.
Il a été ministre des Sports entre 1961 et 1988 et président du comité olympique de l'Allemagne de l'Est entre 1973 et 1990. Il a été discrédité quand il est apparu que le succès des athlètes est-allemands reposait sur un système de dopage concernant plus de 10 000 athlètes,. 
Après la réunification allemande, ses activités ont été révélées, et il a été condamné en 2000 pour avoir provoqué des troubles médicaux dus au dopage à 142 athlètes féminines.
Il meurt d'une pneumonie à l'âge de 76 ans.